# Baltische Badmintonmeisterschaft 1997
Die Baltische Badmintonmeisterschaft 1997 fand  vom 26. bis zum 28. September 1997 in Tallinn statt.

## Sieger und Platzierte
| Disziplin    | Gold                               | Silber                            | Bronze                         |
| ------------ | ---------------------------------- | --------------------------------- | ------------------------------ |
| Herreneinzel | Aivaras Kvedarauskas               | Victor Maljutin                   | Alexandr Russkikh              |
| Herreneinzel | Aivaras Kvedarauskas               | Victor Maljutin                   | Heiki Sorge                    |
| Dameneinzel  | Kelli Vilu                         | Piret Hamer                       | Kairi Saks                     |
| Dameneinzel  | Kelli Vilu                         | Piret Hamer                       | Kati Kraaving                  |
| Herrendoppel | Mikhail Kelj Nikolai Ukk           | Victor Maljutin Alexandr Russkikh | Mārtiņš Kažemaks Eduards Loze  |
| Herrendoppel | Mikhail Kelj Nikolai Ukk           | Victor Maljutin Alexandr Russkikh | Peeter Munitsõn Heiki Sorge    |
| Damendoppel  | Kati Kraaving Kairi Saks           | Mare Pedanik Kelli Vilu           | Piret Hamer Evelin Vilkmann    |
| Damendoppel  | Kati Kraaving Kairi Saks           | Mare Pedanik Kelli Vilu           | Kati Tolmoff Liina Tolmoff     |
| Mixed        | Victor Maljutin Anastasia Russkikh | Einar Veede Mare Pedanik          | Tanel Talts Piret Hamer        |
| Mixed        | Victor Maljutin Anastasia Russkikh | Einar Veede Mare Pedanik          | Mārtiņš Kažemaks Dace Šneidere |

## Finalergebnisse
| Disziplin    | Sieger                             | Finalist                          | Ergebnis     |
| ------------ | ---------------------------------- | --------------------------------- | ------------ |
| Herreneinzel | Aivaras Kvedarauskas               | Victor Maljutin                   | 17–14, 15–9  |
| Dameneinzel  | Kelli Vilu                         | Piret Hamer                       | 11–4, 11–7   |
| Herrendoppel | Mikhail Kelj Nikolai Ukk           | Victor Maljutin Alexandr Russkikh | 17–14, 17–16 |
| Damendoppel  | Kati Kraaving Kairi Saks           | Mare Pedanik Kelli Vilu           | 15–12, 15–10 |
| Mixed        | Victor Maljutin Anastasia Russkikh | Einar Veede Mare Pedanik          | 15–10, 15–10 |